# 主體農法

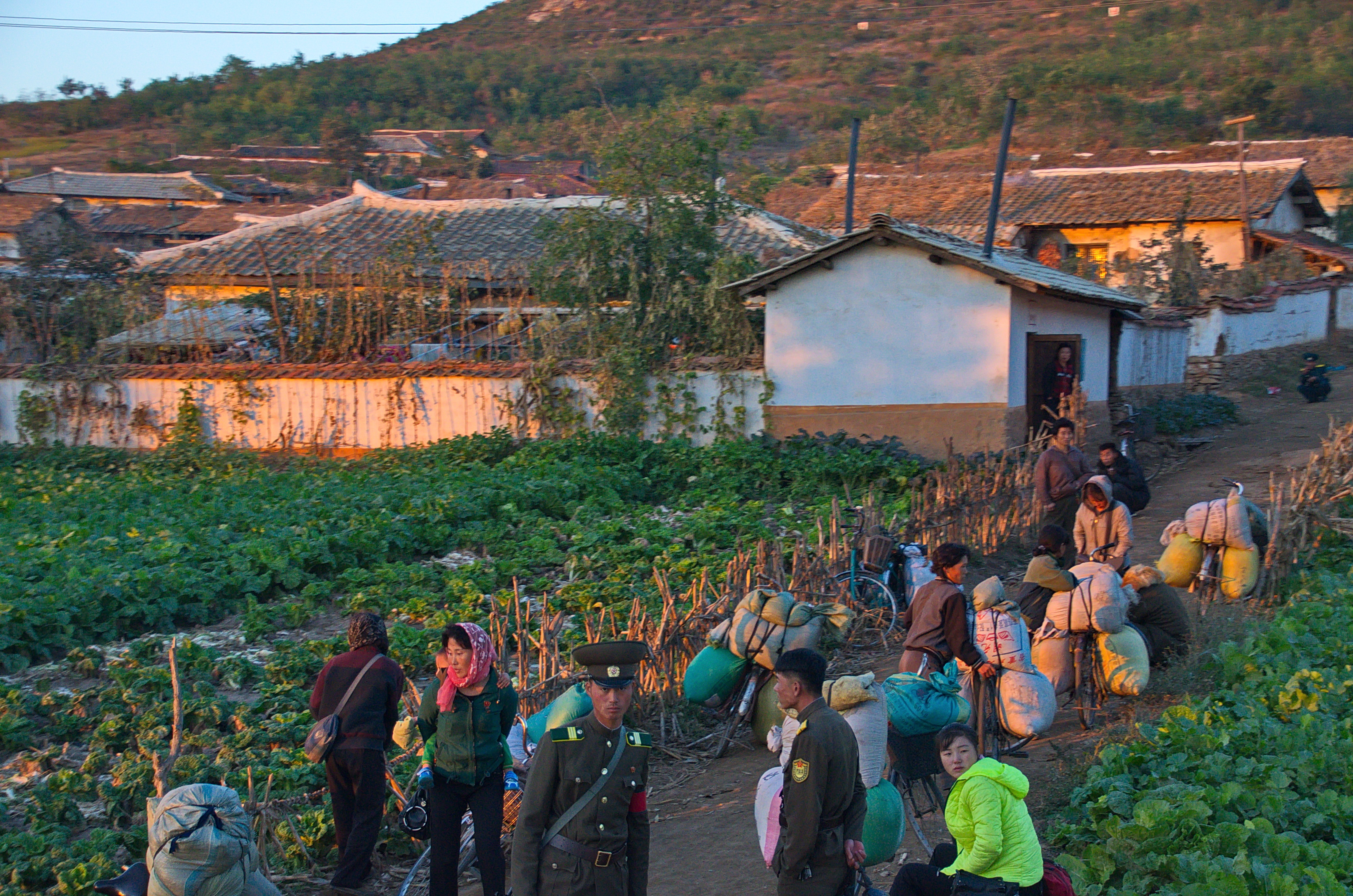
朝鮮農民在當局指導下，捐贈收成（攝於2015年）

主體農法，是指朝鮮民主主義人民共和國基於主體思想達到糧食自給目標的農法。

## 概説
朝鮮半島北部在日治時代以礦業和冶煉為主，所以糧食自給成為金日成的目標。
但他無視傳統農法和基於科学知識的近代農法，不顧自然條件現實，以精神論和速度戰等方式進行耕作，结果造成生產失敗，自然條件破壞，糧食產量大减，與中國大躍進失敗一樣。
北朝鲜多山區森林，金日成指示要把山林變成農地使增加糧食產量，但也因此造成土壤侵蝕，山洪暴發，糧食不增反减，同時洪水把大量泥沙沖入大海，破壞海岸生態，漁業不振。
同時由於違反常識的高密度耕作和過度投放化肥，糧食產量一時性上升，但長遠而言土壤肥力消耗農地沙漠化，生産力崩潰。當有經驗的農民提出意見時，黨工就可能以不服從命令為由處罰，結果生產失敗一片慘狀。

## 政府的應對
對於這樣的慘狀，政府嘗試向鄰國尋求糧食援助。但也使金正日政府宣稱飢餓的南韓同胞要北朝鮮支援的謊言被揭穿。

## 外部連結
- 朝中社-主體農法介紹影片 （页面存档备份，存于）